# Hemihyalea argillacea
Hemihyalea argillacea là một loài bướm đêm thuộc phân họ Arctiinae, họ Erebidae.